# Olivier Martinez
Olivier Martinez (ur. 12 stycznia 1966 w Paryżu) – francuski aktor filmowy i telewizyjny.

## Życiorys

### Wczesne lata
Urodził się w Paryżu w rzymskokatolickiej rodzinie robotniczej jako syn hiszpańsko-marokańskiego mechanika i zawodowego boksera urodzonego w Maroku Roberta Martineza i francuskiej sekretarki Rosemarie Martinez. Dorastał wraz z bratem Vincentem na przedmieściach Paryża. Uczęszczał do Ecole Florent w Paryżu. Przez pięć lat dorabiał w byle jakich zawodach fizycznych, zanim podjął decyzję o karierze aktorskiej. Mając 23 lat wstąpił do prestiżowego konserwatorium paryskiego Conservatoire National Superieur d’Art Dramatique (CNSAD).

### Kariera
Na dużym ekranie pojawił się po raz pierwszy we francusko-włoskim filmie Pełna stal (Plein fer, 1990) i szybko osiągnął względny sukces; za postać złodzieja Tony’ego w dramacie IP5 (IP5: L'île aux pachydermes, 1992) był nominowany do nagrody Cezara dla najbardziej obiecującego aktora. Rola Petita Paula w dramacie Raz, dwa, trzy, słońce (Un, deux, trois, soleil, 1993) przyniosła mu nagrodę Cezara dla najbardziej obiecującego aktora.
W 1993 roku został uhonorowany nagrodą im. Jeana Gabina. Międzynarodową sławę zyskał rolą Angelo Pardi, włoskiego oficera kawalerii, który zakochuje się w zamężnej kobiecie (Juliette Binoche) w melodramacie Huzar (Le Hussard sur le toit, 1995). W 1995 r. w sesji zdjęciowej dla francuskiego magazynu „Studio” pojawił się z legendą kina Alainem Delonem.
Zagrał postać porywczego kochanka w hollywoodzkim dramacie Adriana Lyne’a Niewierna (Unfaithful, 2002) z Diane Lane. W 2006 roku reklamował perfumy Yves’a Saint-Laurenta.

## Życie prywatne
Romansował z Juliette Binoche (1994-97), Mirą Sorvino (od 1999 do lutego 2002), aktorką Michelle Rodriguez (2003), australijską piosenkarką Kylie Minogue (od marca 2003 do 2007), hiszpańską aktorką Elsą Pataky (2009), hiszpańską aktorką pracującą w Meksyku Goyą Toledo (2009) i brytyjską modelką Rosie Huntington Whiteley (2009–2010).
Od 2010 r. związał się z aktorką Halle Berry, a 11 stycznia 2012 zaręczył się z nią. Razem zagrali parę małżeńską w thrillerze Śmiertelna głębia (Dark Tide, 2011). 22 listopada 2012 r. do domu Halle Berry przyszedł jej były partner życiowy Gabriel Aubry, by zobaczyć się ze swoją 4-letnią córką Nahlą Ariel Aubry, choć miał ograniczone prawa rodzicielskie. Jego nachalne zachowanie nie spodobało się Martinezowi i doszło do rękoczynów. Aubry znalazł się w areszcie, wyszedł po wpłaceniu 20 tys. dolarów kaucji. 13 lipca 2013 r. w regionie Burgundii Martinez i Halle Berry wzięli kameralny ślub. Mają syna Maceo Roberta (ur. 5 października 2013 w Los Angeles). Jednak 28 października 2015 doszło do rozwodu.

## Filmografia

### Filmy fabularne
- 1990: Plein fer jako Pascal
- 1992: IP5 (IP5: L'île aux pachydermes) jako Tony
- 1992: Les Paroles invisibles
- 1993: Raz, dwa, trzy, słońce (Un, deux, trois, soleil) jako Petit Paul
- 1995: Huzar (Le Hussard sur le toit) jako Angelo Pardi
- 1996: Mój mężczyzna (Mon homme) jako Jean-François
- 1997: Pokojówka z „Titanica” (La Femme de chambre du Titanic) jako Horty
- 1999: La Ciudad de los prodigios jako Onofre Bouvila
- 2000: Pogromca byków (Bullfighter) jako Jack
- 2000: Zanim zapadnie noc (Before Night Falls) jako Lázaro Gómez Carriles
- 2000: Toreros jako Manuel
- 2000: La Taule
- 2000: Kobieta (Nosotras) jako David
- 2002: Niewierna (Unfaithful) jako Paul Martel
- 2002: Anioł śmierci (Semana Santa) jako Quemada
- 2003: S.W.A.T. Jednostka Specjalna (S.W.A.T.) jako Alex Montel
- 2004: Złodziej życia (Taking Lives) jako Paquette
- 2005: The Snow Goose
- 2007: Krew jak czekolada (Blood and Chocolate) jako Gabriel
- 2010: Wybuchowa para (Knight and Day)
- 2011: Śmiertelna głębia (Dark Tide) jako Jeff Mathieson
- 2013: Medicus (Der Medicus) jako Shah Ala ad-Daula
- 2015: Texas Rising jako prezydent Gen. Antonio Lopez de Santa Anna
- 2018: Paweł, apostoł Chrystusa (Paul, Apostle of Christ)

### Filmy TV
- 1992: Odyssée bidon jako Phil
- 2003: Rzymska wiosna Pani Stone (The Roman Spring of Mrs. Stone) jako Paolo di Lio

### Seriale TV
- 1990: Navarro jako Rollo
- 2012: Cybergeddon jako Gustov Dobreff
- 2014: Zemsta (Revenge) jako Pascal LeMarchal

## Nagrody
- Cezar za rolę Petita Paula w dramacie Raz, dwa, trzy, słońce (Un, deux, trois, soleil, 1993) dla najbardziej obiecującego młodego aktora